# Vilsalpsee
Le Vilsalpsee est un lac autrichien situé dans les Alpes à l'ouest du land du Tyrol. Il se trouve dans les Alpes d'Allgäu et donne naissance à la rivière Vils.
Depuis 1957, le lac fait partie de la réserve naturelle de Vilsalpsee où prospèrent de nombreuses espèces de plantes dont des orchidées rares. Pour le grèbe huppé, le lac est la zone de reproduction la plus élevée d'Autriche.

## Nature

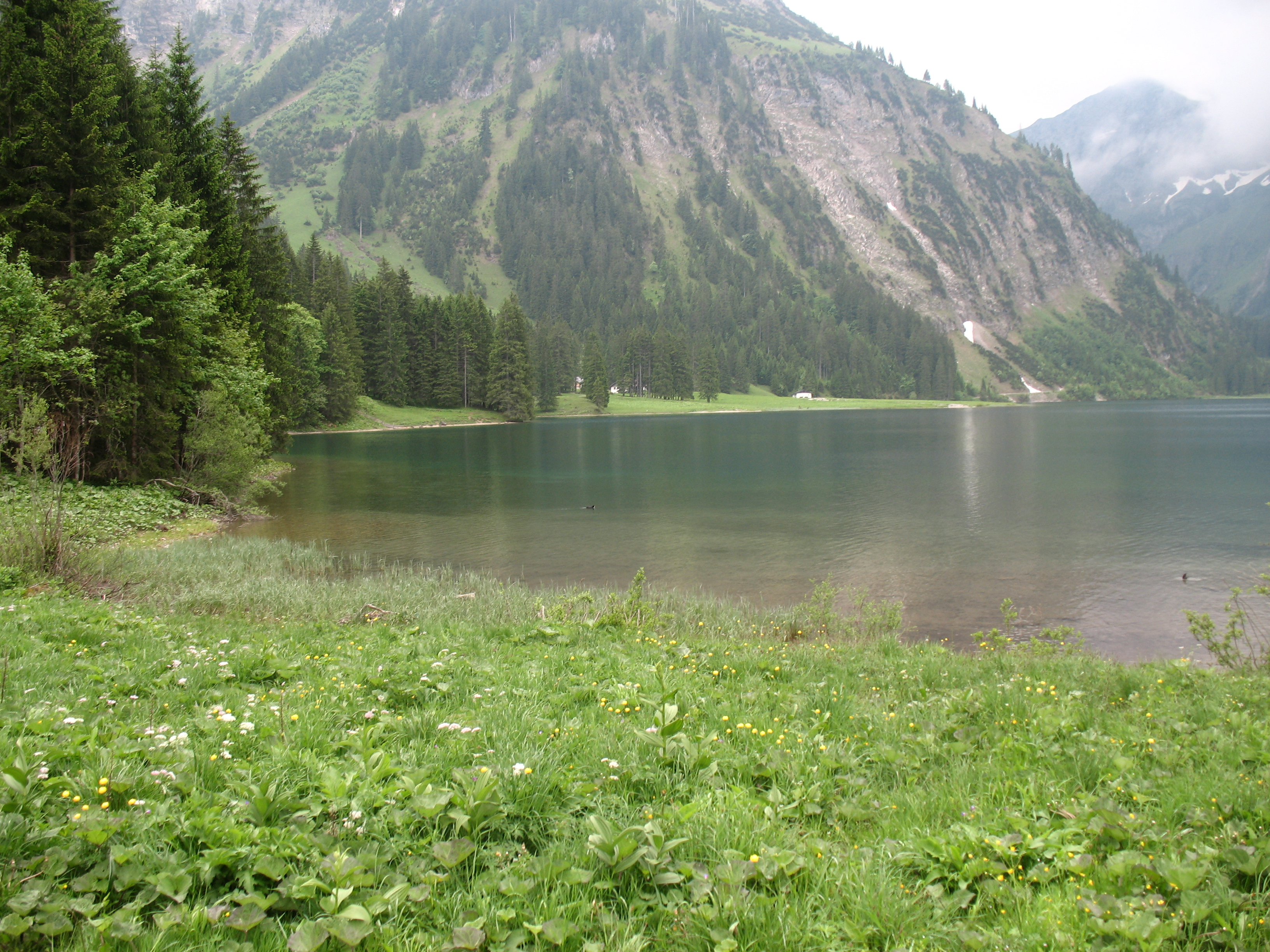
Végétation lacustre.

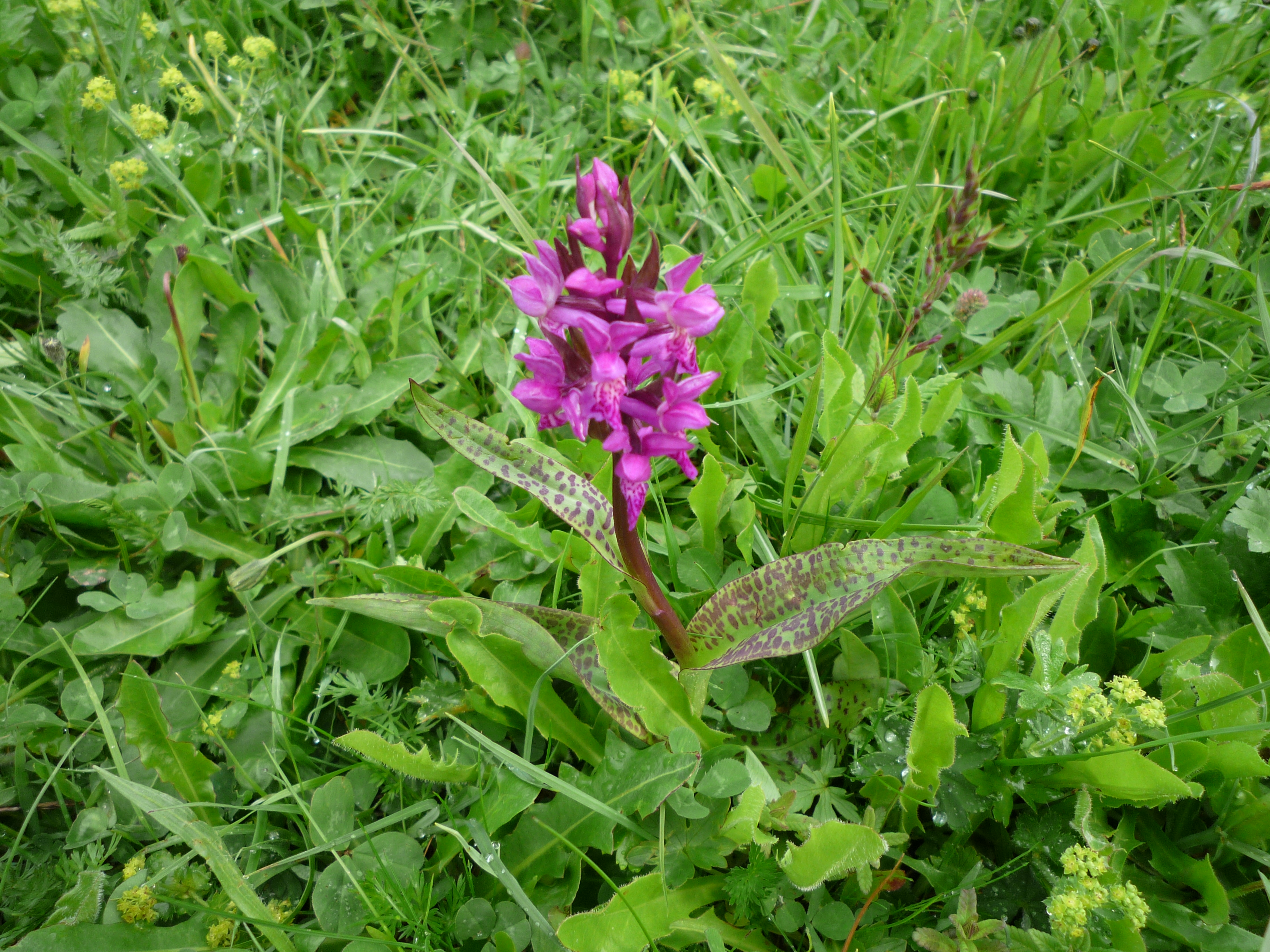
Orchidée locale.

La zone autour du Vilsalpsee est placée sous protection de la nature depuis 1957 et fait partie de la Réserve naturelle de Vilsalpsee, également classée zone Natura 2000,.
La réserve couvre les communes de Tannheim et de Weißenbach (les deux district de Reutte) et comprend Lache, Traualpsee et Alplsee.
Pour des raisons de préservation de la nature, l'accès au lac en voiture est fermé de 10h à 17h.

### Flore
Environ 700 espèces végétales sont recensées autour du lac. Il s'agit notamment de plantes rares et menacées.
Dans la zone côtière du Vilsalpsee, se trouvent des pelouses sous-marines formées de potamot et Charales, Laîche en ampoules, Prêles et Zannichellie des marais dans les zones sableuses. Dans les landes au sud-ouest du lac et près de l'eau (prés humides) on trouve la Linaigrette de Scheuchzer, Carex brunnescens, Parnassie des marais, Prêles et Grassette des Alpes.
Gentiane jaune, Pédiculaire feuillée et Orchidées rares telles que Orchis grenouille, Epipactis helleborine et Orchis brûlé qui poussent dans les environs des pelouses subalpines